# Marlon Santos
Marlon Santos da Silva Barbosa (Duque de Caxias, Río de Janeiro, Brasil, 7 de septiembre de 1995), conocido deportivamente como Marlon Santos, o simplemente Marlon, es un futbolista brasileño que juega de defensa en el F. K. Shajtar Donetsk de la Liga Premier de Ucrania.

## Trayectoria

### F. C. Barcelona
Marlon se formó en la cantera de Fluminense, donde inició su carrera profesional en 2013. En 2016 fue cedido al F. C. Barcelona "B" para la temporada 2016-17. Viajó con el primer equipo para jugar la International Champions Cup 2016, realizando así la pretemporada con ellos.
Después de esta, se incorporó al filial. Debutó en Segunda División B el 1 de octubre, en la jornada 7, siendo titular contra la U. E. Cornellà. Tuvo continuidad con el filial y logró su puesto como titular. Debido a la lesión de algunos defensas del primer equipo, el entrenador Luis Enrique lo ascendió para tenerlo en cuenta como alternativa.
El 29 de octubre fue convocado por primera vez para un partido con el primer equipo, estuvo en el banco de suplentes contra el Granada C. F. en la jornada 10. A nivel internacional, tuvo su primera convocatoria para el partido del 1 de noviembre, de la Liga de Campeones, en el que se enfrentaron a Manchester City en Inglaterra. El 23 de noviembre el F. C. Barcelona viajó a Glasgow para enfrentarse al Celtic F. C. Debutó de manera oficial al minuto 72, momento en el que ingresó por Gerard Piqué en el Celtic Park, el partido terminó 0-2 a favor del club catalán.
En el mes de diciembre el club ejerció la opción de compra cifrada en seis millones de euros.
El 14 de mayo de 2017 debutó con el F. C. Barcelona en Liga contra la Unión Deportiva Las Palmas, obteniendo la victoria el conjunto catalán por 4-1. Por otra parte, con el filial blaugrana logró el ascenso a Segunda División.

### Niza y Sassuolo
En agosto de 2017 fue cedido durante una temporada al O. G. C. Niza.
El 16 de agosto de 2018 se hizo oficial su fichaje por el U. S. Sassuolo Calcio, reservándose el F. C. Barcelona una opción de recompra. El club italiano abonó de 6 millones de euros más el 50% de una futura venta a no ser que alcanzase 50 partidos con el conjunto italiano, en ese caso, debería abonar otros 6 millones de euros que acabaría con ese porcentaje de un futuro traspaso para el conjunto catalán.

### Donetsk y regresos a Italia y Brasil
Tras tres temporadas en Italia, en junio de 2021 se marchó a Ucrania para jugar en el F. K. Shajtar Donetsk. Participó en 22 partidos durante la campaña 2021-22 y, de cara la siguiente, volvió al fútbol italiano para jugar en la A. C. Monza. Después de esta cesión, en julio de 2023, regresó a Fluminense a préstamo hasta junio de 2024.

### Los Ángeles y vuelta a Donetsk
En julio de 2024 abandonó definitivamente el Shajtar Donetsk tras ser traspasado al Al-Ain F. C. emiratí. Sin embargo, este fichaje no se acabó produciendo al no superar la revisión médica y en septiembre se unió a Los Angeles F. C. Dejó el club el siguiente 30 de junio al expirar su contrato y, unos días después, regresó al Shajtar Donetsk.

## Selección nacional

### Trayectoria
Marlon ha sido parte de la selección de Brasil en las categorías sub-20 y sub-23.
Fue convocado para defender la selección de Brasil en el Campeonato Sudamericano Sub-20 del 2015 que se realizó en Uruguay. Jugó 5 encuentros y clasificaron al Mundial de la categoría.
Nuevamente fue seleccionado para ser parte del plantel de Brasil y viajar a Nueva Zelanda, para disputar la Copa Mundial Sub-20. Llegaron a la final, contra Serbia, pero perdieron contra los europeos 2 a 1 cuando finalizaba el alargue.
Fue parte del proceso de la selección olímpica de Brasil, pero no quedó en la lista final.

### Participaciones en categorías inferiores
| Competición                            | Sede          | Resultado  | Partidos | Goles |
| -------------------------------------- | ------------- | ---------- | -------- | ----- |
| Campeonato Sudamericano Sub-20 de 2015 | Uruguay       | Fase final | 6        | 0     |
| Copa Mundial Sub-20 de 2015            | Nueva Zelanda | Subcampeón | 6        | 0     |

## Estadísticas
Actualizado al 24 de junio de 2025.
| Club | Div.          | Temporada     | Liga  | Liga  | Estatal | Estatal | Copas nacionales(1) | Copas nacionales(1) | Torneos internacionales(2) | Torneos internacionales(2) | Total | Total |
| Club | Div.          | Temporada     | Part. | Goles | Part.   | Goles   | Part.               | Goles               | Part.                      | Goles                      | Part. | Goles |
| --- | ------------- | ------------- | ----- | ----- | ------- | ------- | ------------------- | ------------------- | -------------------------- | -------------------------- | ----- | ----- |
| Fluminense F. C. · Brasil | 1.ª           | 2014          | 20    | 0     | 0       | 0       | 0                   | 0                   | 2                          | 0                          | 22    | 0     |
| Fluminense F. C. · Brasil | 1.ª           | 2015          | 24    | 0     | 10      | 0       | 6                   | 0                   | 0                          | 0                          | 40    | 0     |
| Fluminense F. C. · Brasil | 1.ª           | 2016          | 0     | 0     | 8       | 0       | 0                   | 0                   | —                          | —                          | 8     | 0     |
| F. C. Barcelona "B" · España | 2.ª B         | 2016-17       | 27    | 0     | —       | —       | —                   | —                   | —                          | —                          | 27    | 0     |
| F. C. Barcelona "B" · España | Total club    | Total club    | 27    | 0     | 0       | 0       | 0                   | 0                   | 0                          | 0                          | 27    | 0     |
| F. C. Barcelona · España | 1.ª           | 2016-17       | 2     | 0     | —       | —       | 0                   | 0                   | 1                          | 0                          | 3     | 0     |
| F. C. Barcelona · España | Total club    | Total club    | 2     | 0     | 0       | 0       | 0                   | 0                   | 1                          | 0                          | 3     | 0     |
| O. G. C. Niza Francia | 1.ª           | 2017-18       | 23    | 0     | —       | —       | 1                   | 0                   | 3                          | 0                          | 27    | 0     |
| O. G. C. Niza Francia | Total club    | Total club    | 23    | 0     | 0       | 0       | 1                   | 0                   | 3                          | 0                          | 27    | 0     |
| U. S. Sassuolo Calcio · Italia | 1.ª           | 2018-19       | 18    | 1     | —       | —       | 0                   | 0                   | —                          | —                          | 18    | 1     |
| U. S. Sassuolo Calcio · Italia | 1.ª           | 2019-20       | 23    | 0     | —       | —       | 0                   | 0                   | —                          | —                          | 23    | 0     |
| U. S. Sassuolo Calcio · Italia | 1.ª           | 2020-21       | 24    | 0     | —       | —       | 1                   | 0                   | —                          | —                          | 25    | 0     |
| U. S. Sassuolo Calcio · Italia | Total club    | Total club    | 65    | 1     | 0       | 0       | 1                   | 0                   | 0                          | 0                          | 66    | 1     |
| F. K. Shajtar Donetsk · Ucrania | 1.ª           | 2021-22       | 12    | 0     | —       | —       | 1                   | 0                   | 9                          | 0                          | 22    | 0     |
| A. C. Monza · Italia | 1.ª           | 2022-23       | 28    | 0     | —       | —       | 2                   | 0                   | —                          | —                          | 30    | 0     |
| A. C. Monza · Italia | Total club    | Total club    | 28    | 0     | 0       | 0       | 2                   | 0                   | 0                          | 0                          | 30    | 0     |
| Fluminense F. C. · Brasil | 1.ª           | 2023          | 15    | 0     | —       | —       | —                   | —                   | 7                          | 0                          | 22    | 0     |
| Fluminense F. C. · Brasil | 1.ª           | 2024          | 4     | 0     | 2       | 0       | 0                   | 0                   | 2                          | 0                          | 8     | 0     |
| Fluminense F. C. · Brasil | Total club    | Total club    | 63    | 0     | 20      | 0       | 6                   | 0                   | 11                         | 0                          | 100   | 0     |
| Los Angeles F. C. Estados Unidos | 1.ª           | 2024          | 7     | 1     | —       | —       | 1                   | 0                   | —                          | —                          | 8     | 1     |
| Los Angeles F. C. Estados Unidos | 1.ª           | 2025          | 11    | 0     | —       | —       | —                   | —                   | 8                          | 0                          | 19    | 0     |
| Los Angeles F. C. Estados Unidos | Total club    | Total club    | 18    | 1     | 0       | 0       | 1                   | 0                   | 8                          | 0                          | 27    | 1     |
| F. K. Shajtar Donetsk · Ucrania | 1.ª           | 2025-26       | 0     | 0     | —       | —       | 0                   | 0                   | 0                          | 0                          | 0     | 0     |
| F. K. Shajtar Donetsk · Ucrania | Total club    | Total club    | 12    | 0     | 0       | 0       | 1                   | 0                   | 9                          | 0                          | 22    | 0     |
| Total carrera | Total carrera | Total carrera | 238   | 2     | 20      | 0       | 12                  | 0                   | 32                         | 0                          | 302   | 2     |
| (1)Incluidos los datos de la Copa de Brasil (2015), Copa de la Liga de Francia, Copa Italia, Supercopa de Ucrania y U. S. Open Cup. (2)Incluidos los datos de la Copa Libertadores, Copa Sudamericana (2014), Recopa Sudamericana, Liga de Campeones de la UEFA (2016-17), Liga Europa de la UEFA, Copa de Campeones de la Concacaf y Copa Mundial de Clubes de la FIFA. |               |               |       |       |         |         |                     |                     |                            |                            |       |       |

### Resumen estadístico
|                            | Partidos | Goles | Promedio |
| -------------------------- | -------- | ----- | -------- |
| Liga                       | 137      | 1     | 0,007    |
| Estatal                    | 18       | 0     | 0,00     |
| Copas nacionales           | 7        | 0     | 0,00     |
| Copas internacionales      | 6        | 0     | 0,00     |
| Selección de Brasil sub-20 | 13       | 0     | 0,00     |
| Selección de Brasil sub-23 | 3        | 0     | 0,00     |
| Total                      | 184      | 1     | 0,005    |

## Palmarés

### Títulos nacionales
| Título               | Club                  | País           | Año  |
| -------------------- | --------------------- | -------------- | ---- |
| Primera Liga         | Fluminense F. C.      | Brasil         | 2016 |
| Copa del Rey         | F. C. Barcelona       | España         | 2017 |
| Supercopa de Ucrania | F. K. Shajtar Donetsk | Ucrania        | 2021 |
| U. S. Open Cup       | Los Angeles F. C.     | Estados Unidos | 2024 |

### Títulos internacionales
| Título              | Equipo           | País   | Año  |
| ------------------- | ---------------- | ------ | ---- |
| Copa Libertadores   | Fluminense F. C. | Brasil | 2023 |
| Recopa Sudamericana | Fluminense F. C. | Brasil | 2024 |

### Distinciones individuales
| Distinción                                               | Año  |
| -------------------------------------------------------- | ---- |
| Jóvenes promesas de Brasil para Pasión Fútbol (puesto 7) | 2016 |